# W Ceti
W Ceti är en pulserande variabel av Mira Ceti-typ i Valfiskens stjärnbild.
Stjärnan varierar mellan magnitud +7,1 och 15,0 med en period av 352 dygn.